# Tillandsia ferreyrae
Tillandsia ferreyrae är en gräsväxtart som beskrevs av Lyman Bradford Smith. Tillandsia ferreyrae ingår i släktet Tillandsia och familjen Bromeliaceae. Inga underarter finns listade i Catalogue of Life.

## Bildgalleri

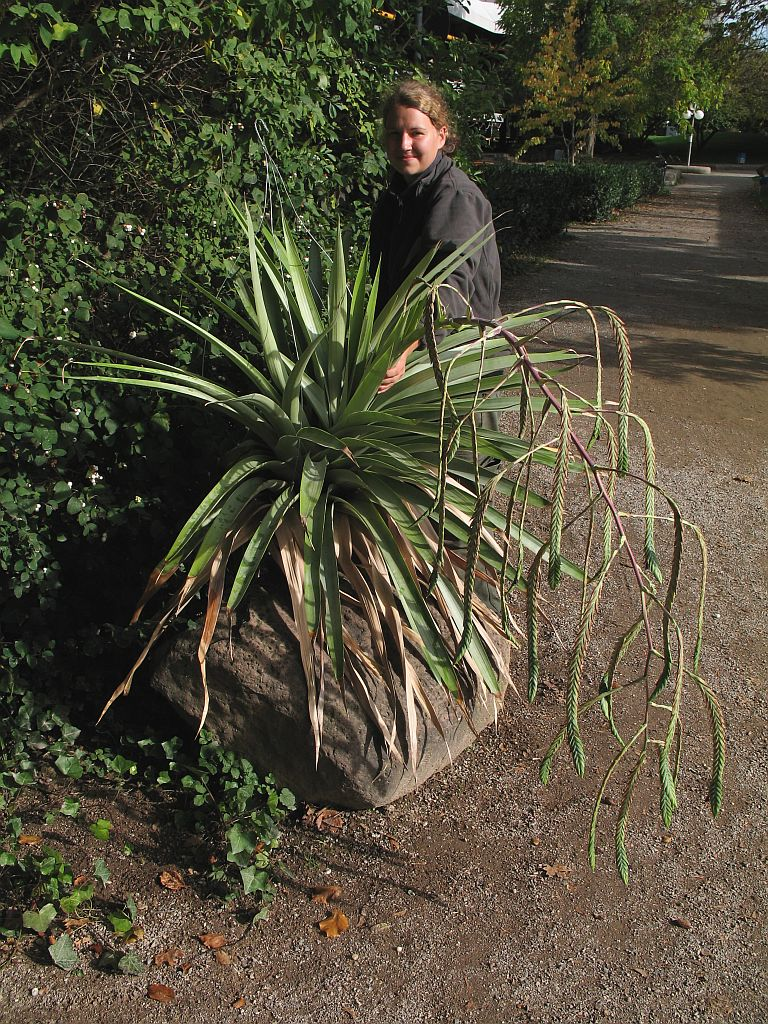
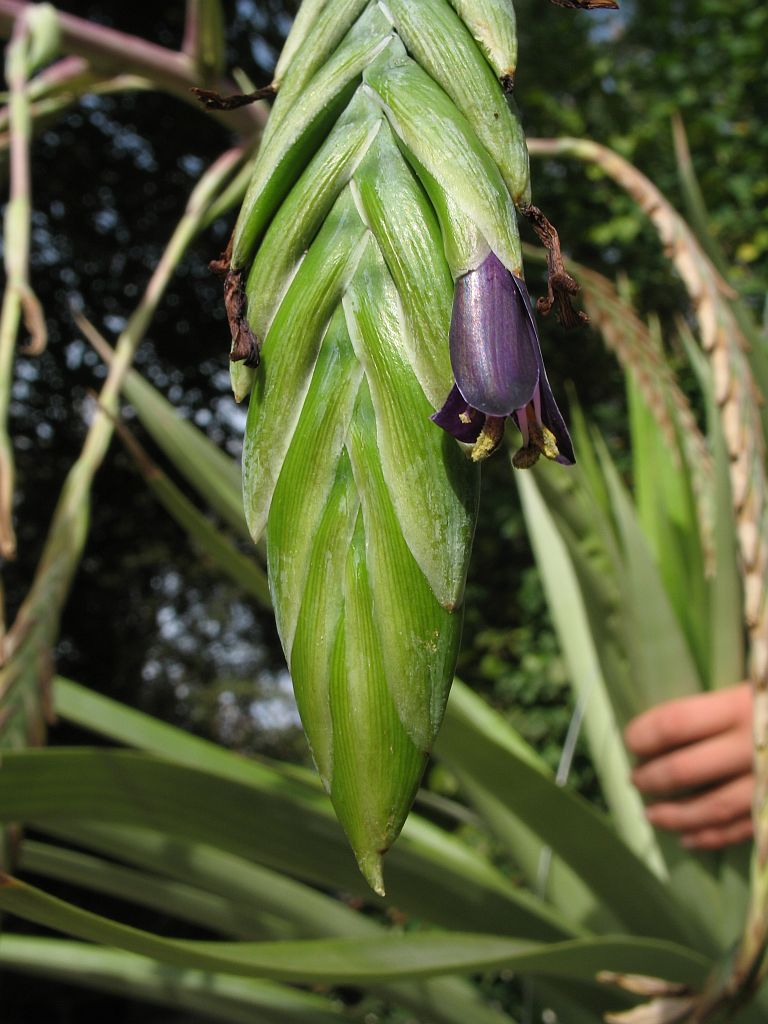
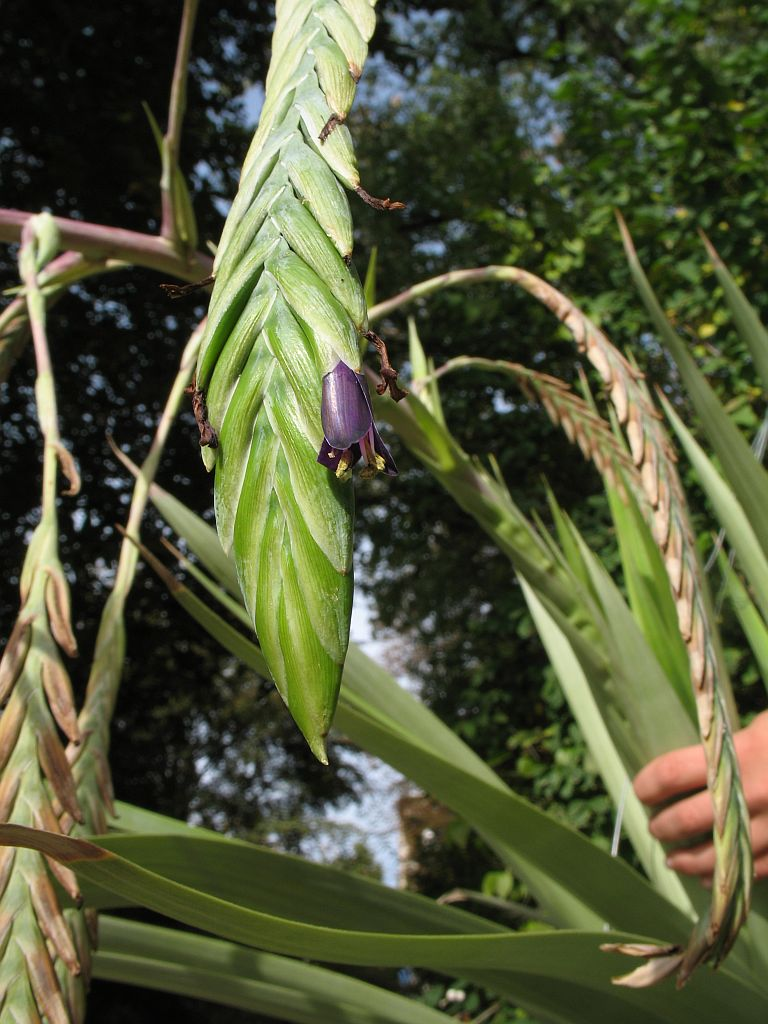